# آئرو مجستیک ایرویز
آئرو مجستیک ایرویز (به انگلیسی: Aero Majestic Airways) یک شرکت هواپیمایی است که در تاریخ ۱ فوریه ۲۰۱۰ میلادی تأسیس شده است. دفتر مرکزی آئرو مجستیک ایرویز در پارانیاکه، فیلیپین واقع شده است.